# Bordj Bou Arreridj (distrito)
Bordj Bou Arreridj é um distrito localizado na província de Bordj Bou Arreridj, Argélia.[carece de fontes?] O distrito contém apenas a cidade-capital, Bordj Bou Arreridj.